# 景瀛
景瀛（1834年—？），字玉洲，号雨沧，李氏，內務府漢軍正白旗人。清朝官员，進士出身。

## 生平
咸丰八年（1858）戊午科顺天乡试举人。光緒二年（1876年），參加丙子恩科會試，得貢士第29名，殿試登進士三甲第133名（时隶内务府正白旗汉军定昌佐领下）；同年五月（6月3日），經吏部掣簽，授即用知縣。光绪二十年（1894），任贵州兴义县知县。又任贵州餘慶縣、遵義縣知縣。
景瀛师从母舅、内務府正黃旗滿洲、嘉慶辛未科進士福申，榜眼朱凤标、正蓝旗蒙古大学士柏葰。

## 家庭
根据《會試同年齒錄: 光緖二年丙子恩科》“景瀛”篇。
- 始祖李𦬅，世居关东铁岭。
- 五世祖永清，国初从龙入京，诰赠荣禄大夫。妻范氏，诰赠一品夫人。
- 太高祖李延禧（字綿芝），平定噶尔丹军功，历任总管内务府大臣、吏部左侍郎、正白旗汉军副都统，赏戴花翎，诰授荣禄大夫。妻王氏，诰赠一品夫人（据《光绪丙子恩科会试同年齿录》）。
- 高祖長顯（字憲宜），诰赠武功将军；妻徐氏，诰赠夫人。胞兄李長印；其子内务府佐领李維屏（又黑達塞），妻高佳氏（父镶黄旗满洲、甘肃凉州镇总兵高述明，胞兄两江总督、文华殿大学士文端公高晉；胞姊高佳氏嫁正蓝旗旗汉军、二等侍卫胡照，即道光三十年（1850年）庚戌科进士吉惠之高祖、光绪丙子恩科进士胡俊章之太高祖）。胞兄李長英，其女李氏嫁正藍旗滿洲、吉林將軍与烏里雅蘇臺將軍勤毅公佟佳氏喜明（其父閩浙總督、禮部尚書恭簡公常青）。景瀛与姻戚、正蓝旗汉军胡俊章系光绪丙子恩科进士同榜。
- 曾祖全保，诰赠武功将军。妻王氏，诰赠夫人；海氏，王氏。
- 祖父恒泰（字坦齋），翻译生员，内务府郎中兼佐领，善射箭，诰授中宪大夫。祖母巴氏，诰赠恭人；王氏。
  - 伯祖恒林，内务府六库郎中兼骁骑参领。
- 父道光己丑科進士舒貴。母邵氏（胞兄内務府正黃旗滿洲、嘉慶辛未科進士福申，著有《澍棠軒詩鈔》；父内务府造办处郎中永泰）。
- 堂兄廷曙，内务府郎中兼佐领、江西广饶九南兵备道、九江关税务监督；图桑阿，江宁织造处笔帖式，金陵殉难，赐云骑尉世职，祀专祠。
- 妻姜氏，其父内务府造办处库掌官恆，胞叔内务府郎中、黄新庄行宫总管官庆。
- 子裕增（字福田），精于数学，在贵州时受贵州学政严修推重，应邀在书院讲授数学课。
- 子裕榮。